# 히카리 (가수)
히카리(본명: 에타니 히카리, 일본어: 江谷 光 일본어: ひかり일본어: ファンタジーボーイズ ヒカリ일본어: 江え谷たに光, 영어: HIKARI, 영어: Etani Hikari, 2002년 1월 21일 ~ )은 일본의 前 축구선수이자 일본의 가수이자 대한민국의 가수이며 대한민국의 보이 그룹 포켓돌스튜디오와 엠이오 소속이며 대한민국 보이 그룹 판타지보이즈의 댄스, 랩을 맡고 있다., 데뷔전 과거 대한민국의 케이팝 포켓돌 스튜디오 오디션프로그램이었던 소년판타지 - 방과후 설렘 시즌2에 소울, 민서, 우석, 한빈, 링치, 히카루, 성민, 현태, 규래, 케이단 함께 참가자로 출연했다. 과거 중국의 케이팝 SBS겸 아이치이 오디션프로그램이었던 Starlight Boys|스타라이트 보이즈에 링치, 성민 함께 참가자로 출연했지만 두번째순위발표식 19위로 탈락했다. 현재 JTBC 에서 2025년 4월 6일부터 방영하고 있는 축구예능프로그램인 뭉쳐야산다시즌4에 출연중이다.

## 텔레비전 프로그램

### 방송
| 연도     | 기간                                   | 방송사 | 제목                                    | 역할   | 장르 | 비고                 |
| -------- | -------------------------------------- | ------ | --------------------------------------- | ------ | ---- | -------------------- |
| 2023년~  | 3월 30일~6월 8일(파이널 날짜)          | MBC TV | 《소년판타지》                          | 참가자 | 예능 | 출연 데뷔(11위)      |
| 2024년 ~ | 9월 16일 ~ 9월 18일                    | 엠넷   | 《2024 추석특집 아이돌스타 선수권대회》 | 참가자 | 예능 | 멤버들이랑 같이 출연 |
| 2024년~  | 10월 26일~12 28일(두 번째 순위 발표식) | MBC TV | 《스타라이트 보이즈(2024년)》           | 참가자 | 예능 | 출연 탈락(19위)      |
| 2025년~  | 4월 6일~                               | JTBC   | 《뭉쳐야산다시즌4》                     | 참가자 | 예능 | 출연                 |